# Instituto de Assistência Nacional aos Tuberculosos
O Instituto de Assistência Nacional aos Tuberculosos (IANT) foi criado em 1953. 
No IANT, foi integrado a Assistência Nacional aos Tuberculosos criada por D. Amélia, rainha de Portugal, em 1899 pela Lei de 17 de Agosto. Na época, o total de mortes por tuberculose era estimado em 15 a 20 mil (o equivalente a uma taxa de 297 a 396 por 100 mil habitantes).
Teve na sua posse vários sanatórios marítimos:
- Sanatório do Outão, inaugurado a 6 de Julho de 1900;
- Sanatório Dr. José de Almeida, Carcavelos, fundado a 24 de Agosto de 1902.